# Карапетян, Самвел Геворгович
Самвел Геворгович Карапетян (30 июля 1961 года, Ереван, Армянская ССР, СССР — 27 февраля 2020 года, Ереван, Армения) — армянский учёный-историк, специалист по истории армянской архитектуры, собиратель фольклора, глава ереванского офиса Фонда изучения армянской архитектуры. Является автором и соавтором десятков книг об армянских исторических памятниках, армянской архитектуре и истории Армении.

## Биография
Предки Карапетяна происходят из села Бердаг в гаваре (провинции) Арчеш, ашхара Туруберан.
В 1978 году окончил ереванскую школу № 48 имени Мисака Манушяна.
С 1975 года Карапетян путешествовал по территории Армянской ССР для изучения природы, с 1978 года начал фотографировать, измерять и описывать армянские исторические памятники на всей территории исторической Великой Армении. В течение тридцати лет он исследовал и каталогизировал тысячи примеров армянской архитектуры в исторической Армении.
Карапетян известен как критик отношения к армянским памятникам в соседних странах. Эксперт считал, что турецкие, азербайджанские и грузинские власти сознательно проводят политику уничтожения армянских памятников, доказательства чего он представлял Конгрессу США в 2007 году и Европейскому Суду по правам человека в 2008 году.
В течение многих лет и до своей кончины Самвел Карапетян возглавлял ереванский офис Фонда изучения армянской архитектуры (ФИАА).

### Семья
Отец — Геворг Карапетян; сыновья — Тиран и Трдат (режиссеры); дочь — Ани; внук — Карапет.

## Научная деятельность
Самвел Карапетян является автором многих книг и публикаций, включая научные исследования ФИАА, многотомника по истории Армении, отдельных книг и периодических изданий.

### Исследовательская серия ФИАА
Это серия книг, изданных ФИАА в 1990—2000 годах, состоящая из 19 книг. Каждая книга издается на трех языках: армянском, английском и русском.
Серия книг состоит из следующих изданий:
- Мэры Тбилиси, издана в 2003 году
- Северный Арцах, издана в 2004 году
- Памятники Армянской культуры в зоне Нагорного Карабаха, опубликован в 1999 году
- Государственная политика Грузии и памятники армянской культуры, издана в 1998 году
- Армянские лапидарные надписи Собственно-Алуанка (Кавказской Албании), издана в 1997 году
- Армянская коллекция Кавказского музея, издана в 2004 году
- Воспоминания моей жизни, опубликована в 2007 году
- Джавахк, издана в 2006 году
- Армяне в Кахетии, издана в 2004 году
- Мемуарное наследие, опубликовано в 2011 году
- Путевые очерки, опубликованы в 2010 году
- Места рождения переживших Геноцид армян в надгробных надписях Ливана опубликована, в 2018 году
- Реконструкции монастыря Дадиванк в 1997—2011 гг., издана в 2015 году
- Дворцы меликов Арцаха и Сюника, издана в 2001 году
- Мосты Арцаха, опубликована в 2009 году
- Три монастыря гавара Артаз, издана в 2012 году
- Ходживанк, опубликовано в 2020 году

### Многотомник серии «История Армении»
Серия книг, изданных Фондом Изучения Армянской Архитектуры. Состоит из 36 томов. По состоянию на декабрь 2019 года, были опубликованы первые четыре тома серии книг (тома I, II, II, IV). Публикацию серии планируется завершить в течание 9-10 лет.
Книжная серия состоит из следующих книг (уже изданных):
- Том Айоц Дзор, издан в 2015 году
- Том Салмаст, издан в 2017 году
- Том Арцке, издан в 2018 году
- Том Мраваканк, издан в 2019 году

### Критика
В книге «"Армянские" или грузинские церкви в Грузии?!» грузинский учёный Бондо Арвеладзе указывает, что в справочной карте Карапетяна «Армянские церкви в Грузии» 1995 года 80% из 653 грузинских церквей представлены как армянские. После того, как Карапетян обвинил грузинские власти в присвоении и уничтожении армянских архитектурных памятников, ему по меньшей мере два раза запрещали въезд в Грузию – в 2011 и 2015 годах.
В книге «Чёрный сад» британский журналист Томас де Ваал не согласился с утверждениями Карапетяна об азербайджанском городе Кельбаджар: «В каком смысле Кельбаджар можно назвать "армянским", если на протяжении последних ста лет там не проживал ни один армянин? Я не могу согласиться с тем, сказал я Самвелу, что Кельбаджар является "освобождённой" территорией, коль скоро из района были изгнаны все пятьдесят тысяч его жителей, азербайджанцы и курды. Безусловно, доказывал я, все эти люди имеют полное право жить в домах, в которых они родились». Согласно де Ваалу, «для Самвела прошлое затмевало настоящее».

## Награды
- В 2020 году Президентом Армении посмертно награжден медалью Мовсеса Хоренаци[10]
- В 2007 году удостоен премии Президента Республики Армения за вклад в гуманитарные науки[11]
- В 2004 году награжден Орденом Месропа Маштоца Республики Арцах
- В 2004 году удостоен премия Литературы имени Егише Республики Арцах